# Gautieria monticola
Gautieria monticola är en svampart som beskrevs av Harkn. 1884. Gautieria monticola ingår i släktet Gautieria och familjen Gomphaceae.   Inga underarter finns listade i Catalogue of Life.